# No Mercy 2006
No Mercy (2006) was een professioneel worstel-pay-per-view (PPV) evenement dat georganiseerd werd door de WWE voor hun SmackDown! brand. Het was de 9e editie van No Mercy en vond plaats op 8 oktober 2006 in het RBC Center in Raleigh, North Carolina.

## Matches
| Nr. | Match | Winnaar(s)                   | Opmerkingen                                                | Bron  |
| --- | --- | ---------------------------- | ---------------------------------------------------------- | ----- |
| 1D  | Jimmy Wang Yang vs. Sylvan                                                                                | Jimmy Wang Yang              | Eén-op-één Dark match.                                     | [ 1 ] |
| 2   | Matt Hardy vs. Gregory Helms                                                                              | Matt Hardy                   | Eén-op-één match.                                          | [ 1 ] |
| 3   | Brian Kendrick & Paul London (c) (met Ashley Massaro) vs. K.C. James & Idol Stevens (met Michelle McCool) | Brian Kendrick & Paul London | Tag team match voor het WWE Tag Team Championship.         | [ 1 ] |
| 4   | MVP vs. Marty Garner                                                                                      | MVP                          | Eén-op-één match.                                          | [ 1 ] |
| 5   | Mr. Kennedy vs. The Undertaker                                                                            | Mr. Kennedy                  | Eén-op-één match. Kennedy won door diskwalificatie.        | [ 1 ] |
| 6   | Rey Mysterio vs. Chavo Guerrero (met Vickie Guerrero)                                                     | Rey Mysterio                 | Falls Count Anywhere match.                                | [ 1 ] |
| 7   | Chris Benoit vs. William Regal                                                                            | Chris Benoit                 | Eén-op-één match. Benoit won door submission.              | [ 1 ] |
| 8   | King Booker (c) (met Queen Sharmell) vs. Bobby Lashley vs. Batista vs. Finlay                             | King Booker                  | Fatal 4-Way match voor het World Heavyweight Championship. | [ 1 ] |